# Techniki manipulacji
Techniki manipulacji – praktyczne sposoby manipulacji ludźmi stosowane np. w manipulacjach mediami, przekazach medialnych, public relations, kampaniach wyborczych, indoktrynacji, propagandzie, marketingu, reklamie i w grywalizacji, gdzie wykorzystuje się w nich specjalistyczną wiedzę z różnych dziedzin np. psychologii (np. aktywne techniki psychologiczne, tworzenie nastroju chwili, użycie sygnałów audiowizualnych, wykorzystanie nieuwagi), psychologii społecznej, manipulacji językowej, perswazji.
Najbardziej znane techniki manipulacji to np. manipulacja medialna, spin, ingracjacja, pranie mózgu, prowokacja, twarzyzm, spryt, niska piłka (ang. low ball, badania: Basetta i Miller), społeczny dowód słuszności, drzwi zatrzaśniętych przed nosem/drzwiami-w-twarz (ang. the door in the face, badania: Goldman i Creason), scenariusz, dlaczego ty nie – tak ale, bombardowanie miłością, niewystarczająca kara, poczucie winy (badania: Cialdini i Schroeder), reguła wzajemności, stopa w drzwiach (badania: Freedman i Fraser), syndrom oblężonej twierdzy, huśtawka emocjonalna (ang. fear-then-relief), siła nacisku autorytetu, lubienie i sympatia, redukcja dysonansu poznawczego, reguła niedostępności, pułapka ukrytych kosztów, a to nie wszystko, pułapka znikającej przynęty, uwikłanie w dialog, atak personalny, niewygoda/dyskomfort, dokręcanie śruby/imadło, dobry – zły glina, wilk w owczej skórze, odłóżmy to na później i inne.